# 自由民主党の憲法改正草案

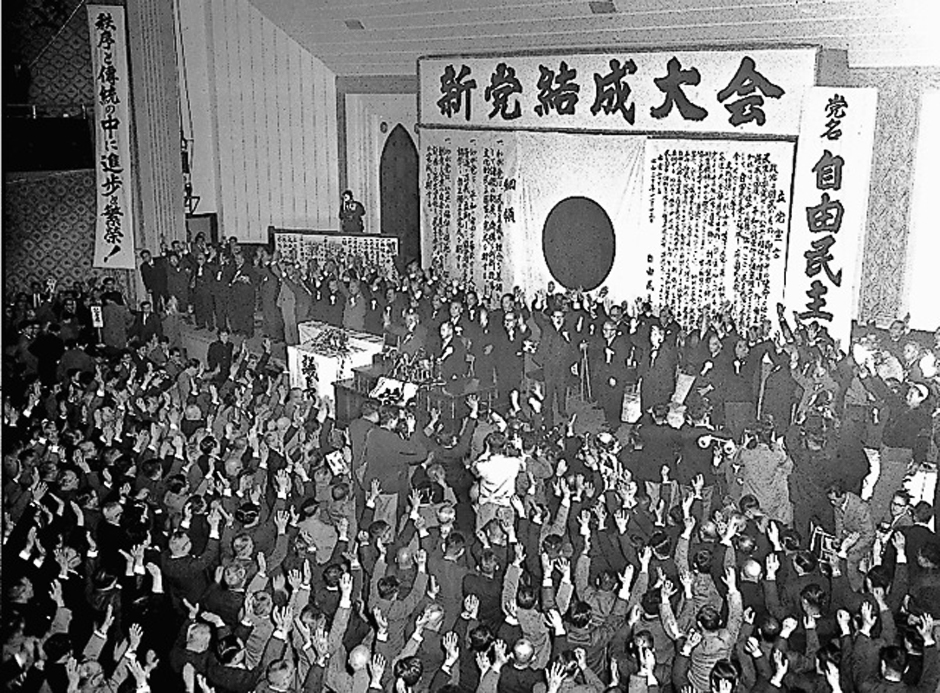
自由民主党の結党大会

自由民主党の憲法改正草案（じゆうみんしゅとうのけんぽうかいせいそうあん）は、自由民主党（自民党）が発表した日本国憲法の改正に関する一連の提案をいう。

## 概要
自由民主党は、結党当初より、日本国民による自主的な新憲法の制定または日本国憲法の改正を主張してきた。自由民主党の発表した日本国憲法の改正にかかわる提案は、2005年に発表した「新憲法草案」と、2012年に採択され、具体的に条文の案を列挙した「憲法改正草案」と、2018年に発表された条文イメージを説明する「たたき台素案」の3つに大別される。なお、日本国憲法は一度も改正されたことがない。

## 経緯
1955年の初期の「党の使命」では「現行憲法の自主的改正を始めとする独立体制の整備を強力に実行し、もって、国民の負託に応えんとするものである。」として日本国憲法の改正を主張し、2005年には党の新綱領で「私たちは近い将来、自立した国民意識のもとで新しい憲法が制定されるよう、国民合意の形成に努めます。そのため、党内外の実質的論議が進展するよう努めます。」と創憲（自主憲法論）を主張している。2010年には改められ、以降は「我が党の政策の基本的考え」において「日本らしい日本の姿を示し、世界に貢献できる新憲法の制定を目指す」と創憲の主張を維持している。

### 憲法改正〇〇本部
憲法改正推進本部としていた憲法改正に関する自由民主党内の部署は、2021年11月19日、憲法改正実現本部に改称した。

## 憲法改正草案
憲法改正草案（けんぽうかいせいそうあん）は、2009年に設置された憲法改正推進本部の起草委員会において、中谷元らをメンバーとして起草された。

### 起草メンバー

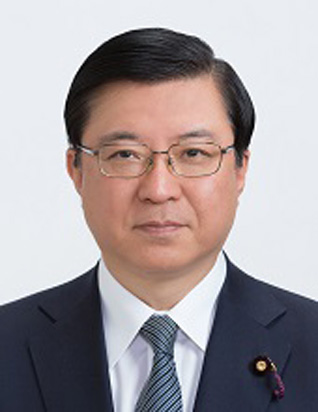
礒崎陽輔

近藤三津枝

委員長

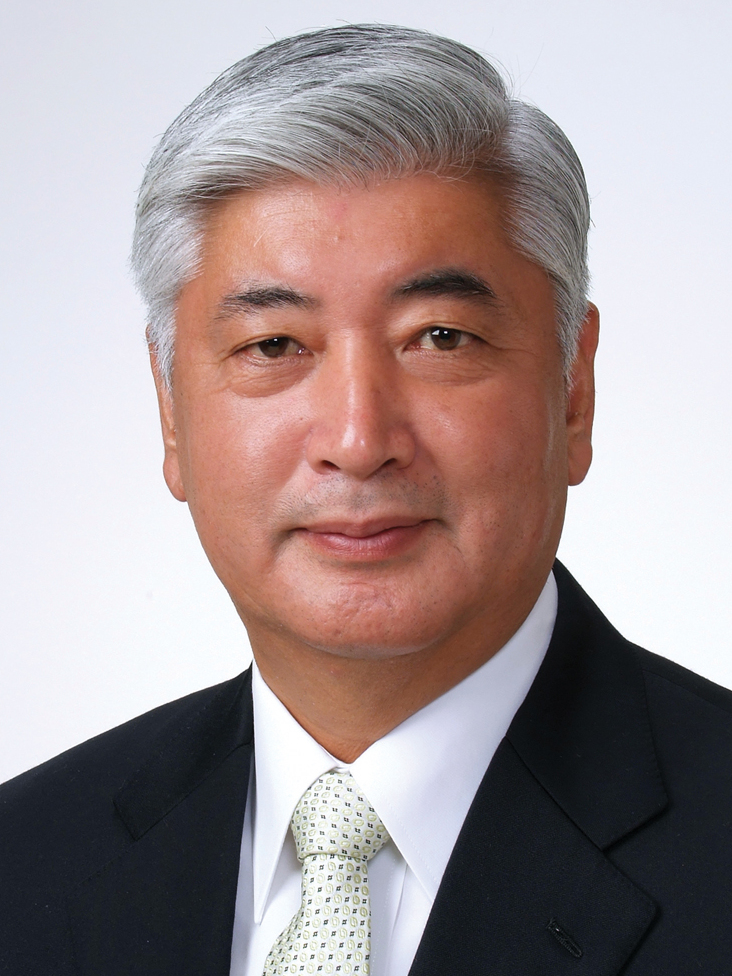
中谷元

顧問

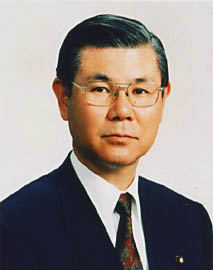
保利耕輔
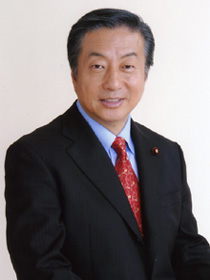
小坂憲次

幹事

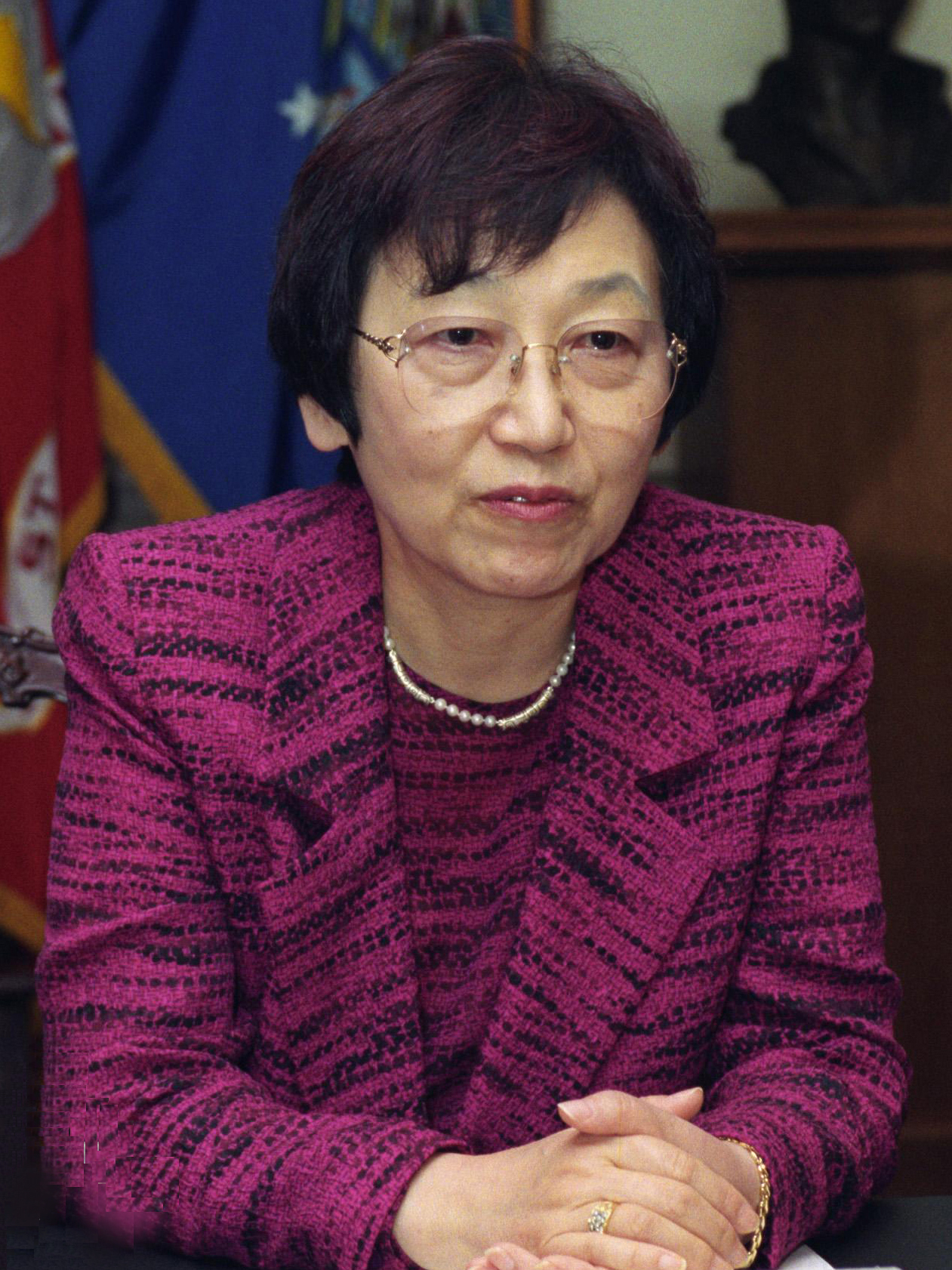
川口順子
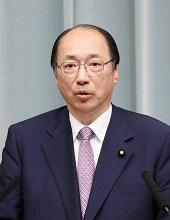
中川雅治
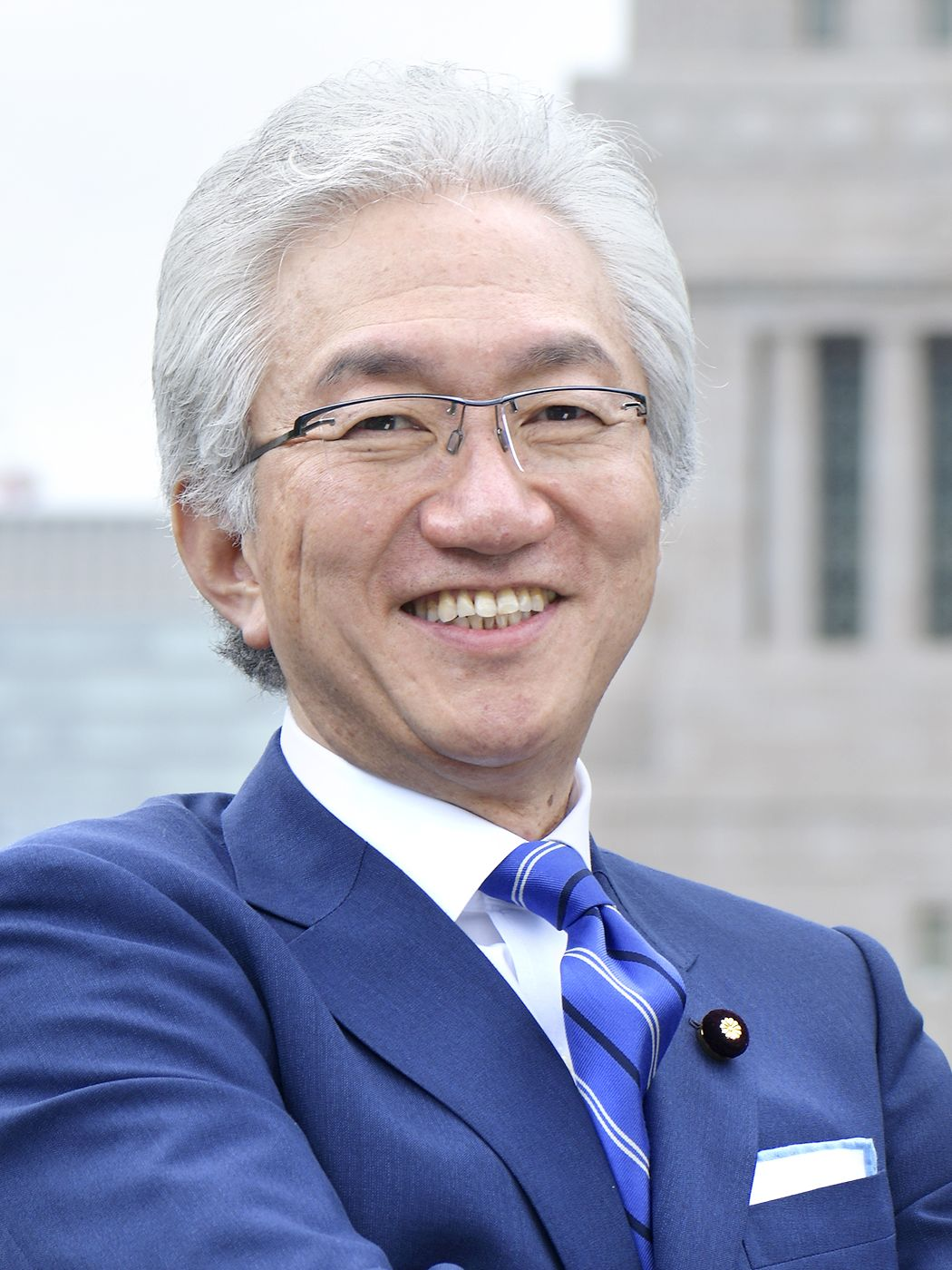
西田昌司

事務局長
- 礒崎陽輔

事務局次長
- 近藤三津枝

委員

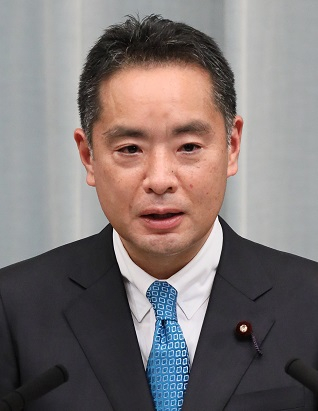
井上信治
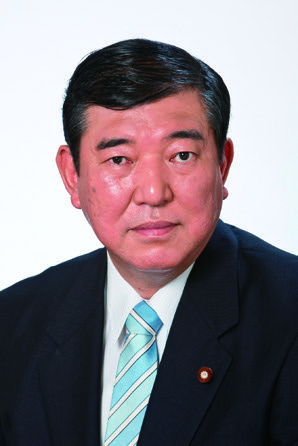
石破茂
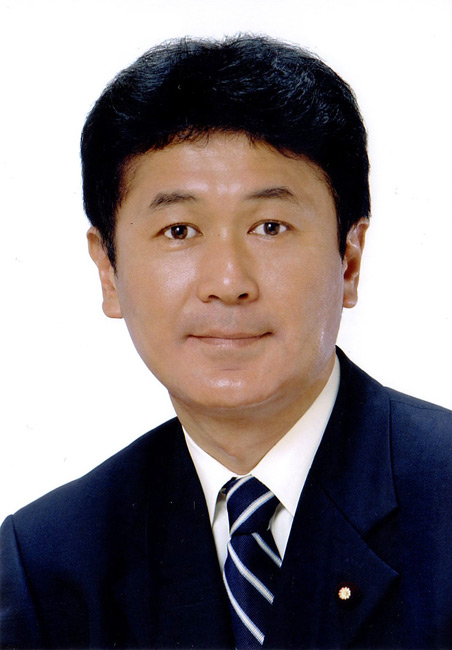
木村太郎
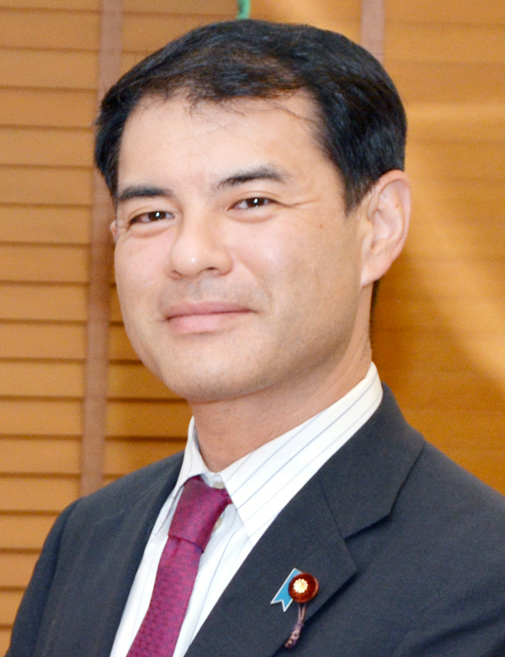
柴山昌彦
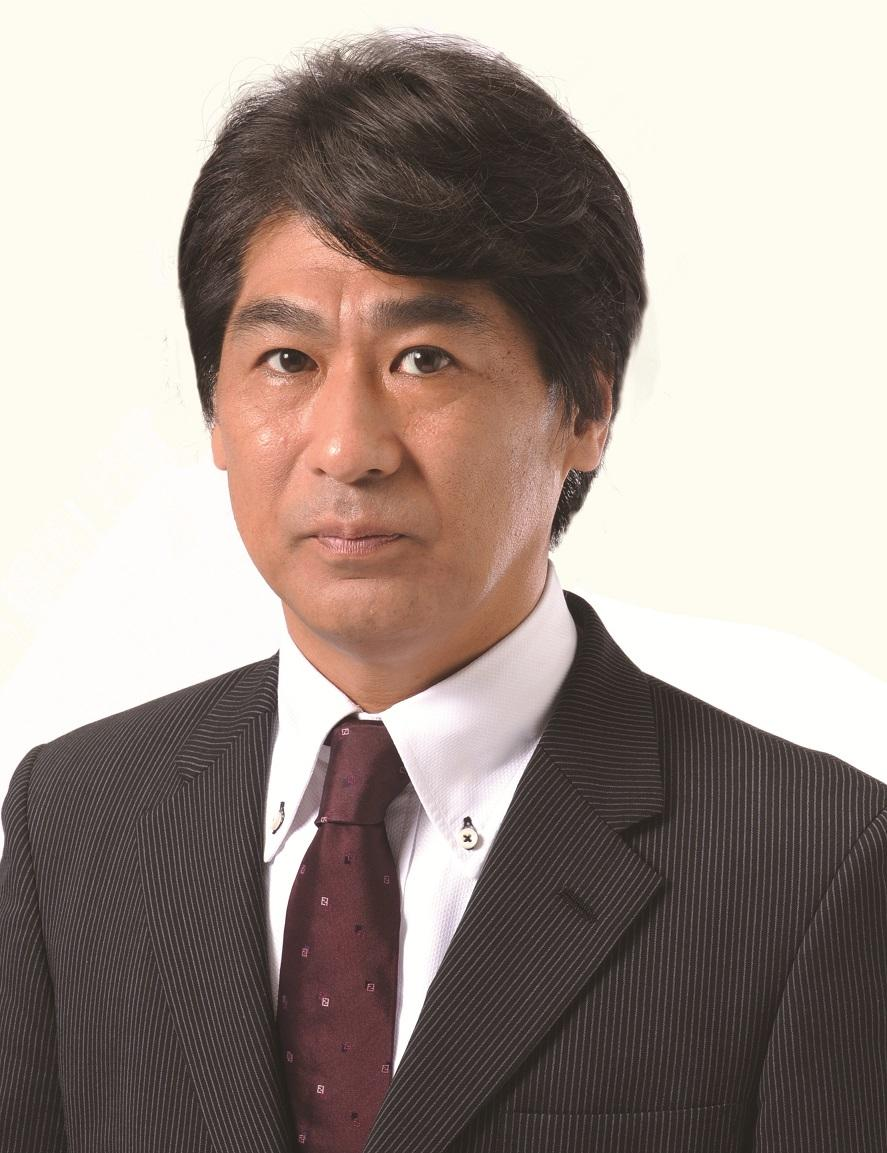
田村憲久
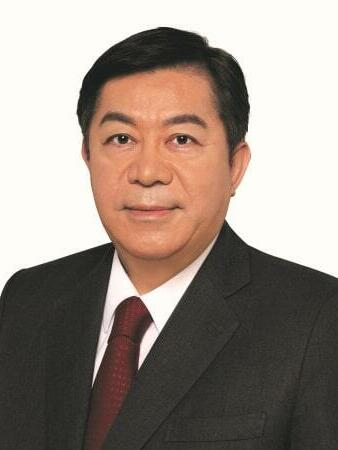
棚橋泰文
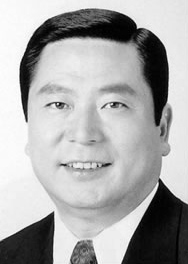
中川秀直
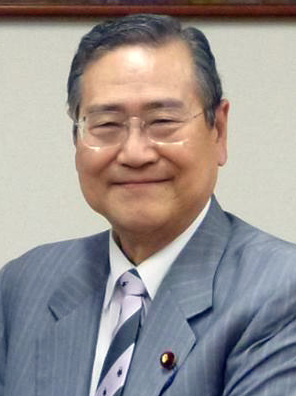
野田毅
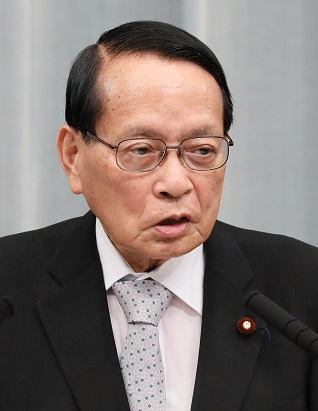
平沢勝栄
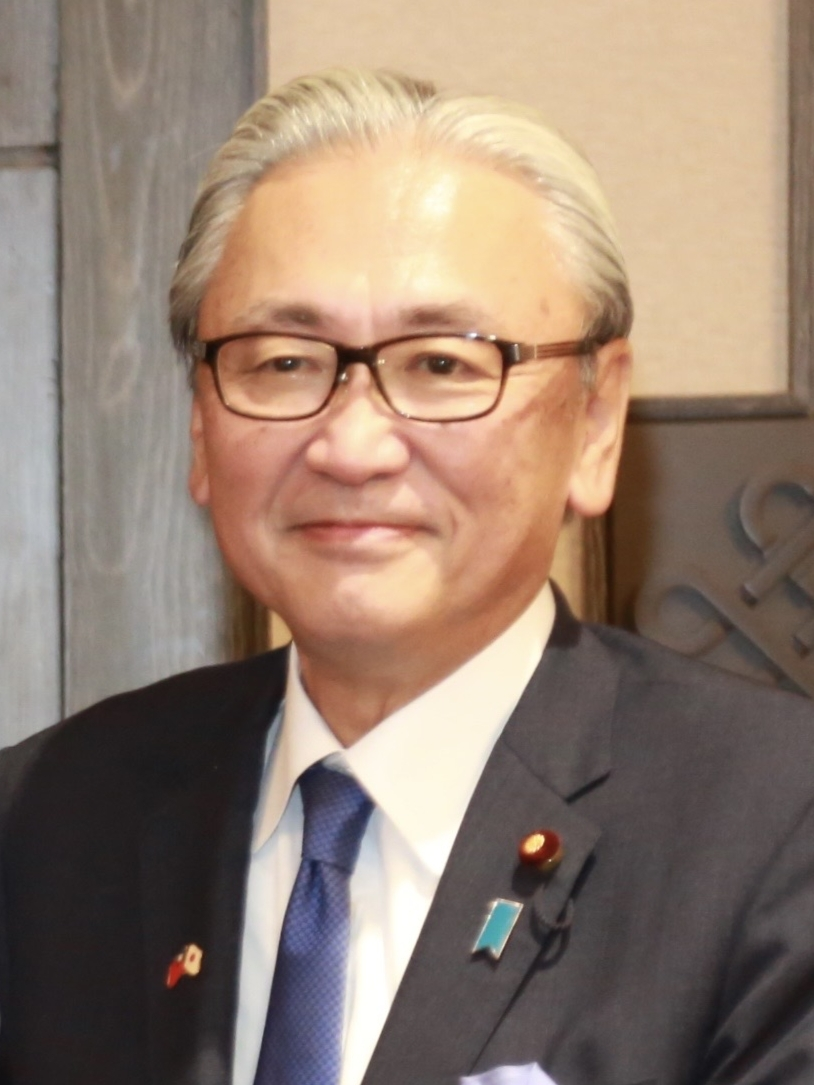
古屋圭司
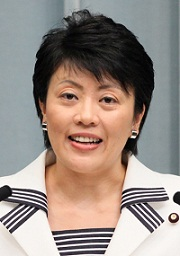
有村治子
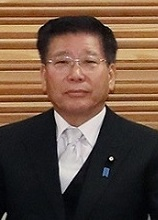
衛藤晟一
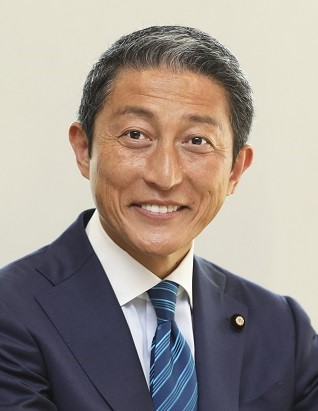
大家敏志
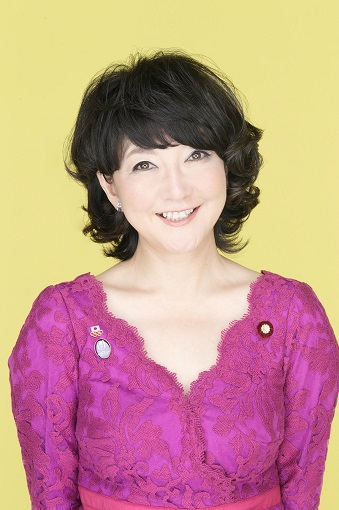
片山さつき
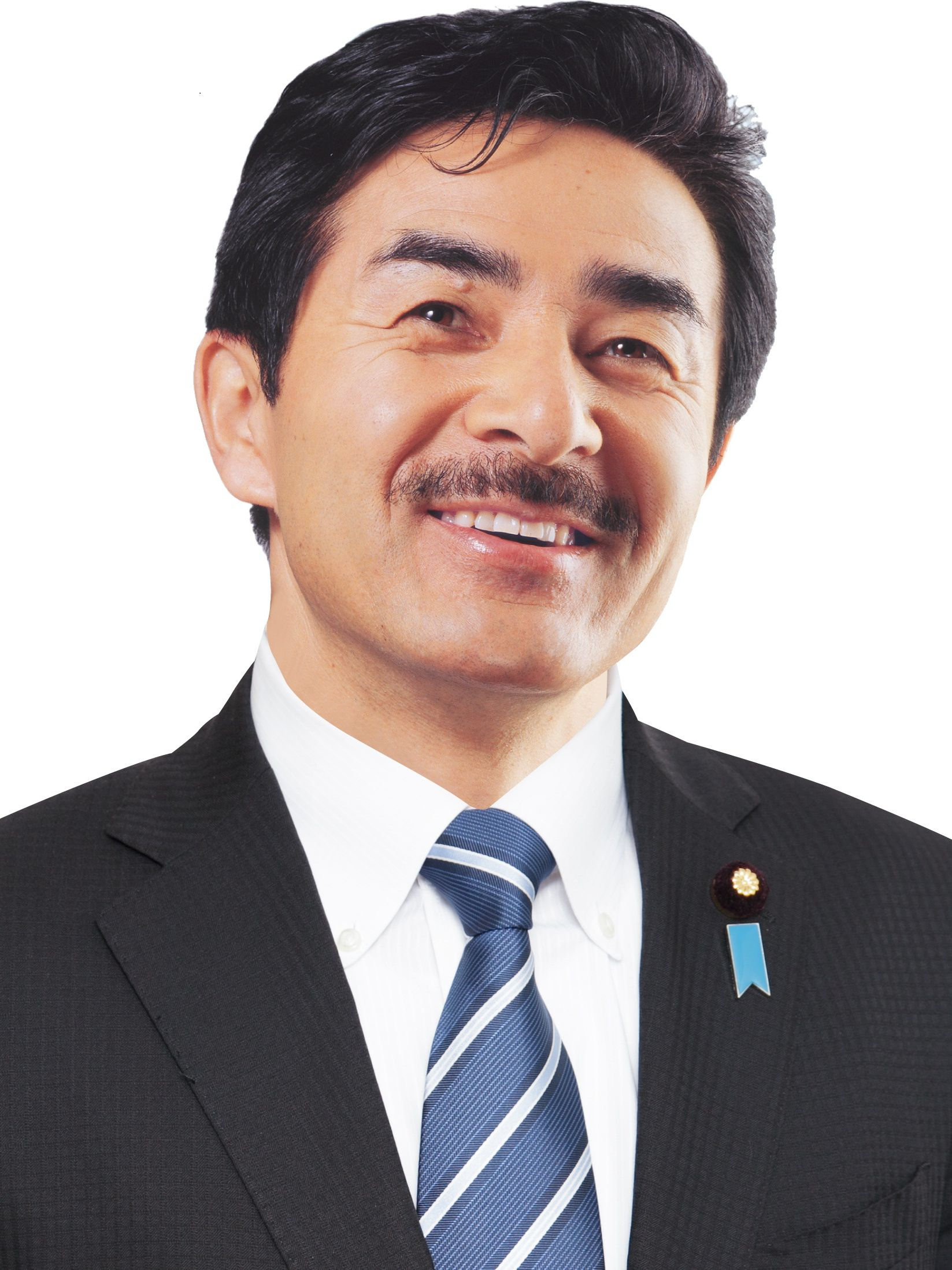
佐藤正久
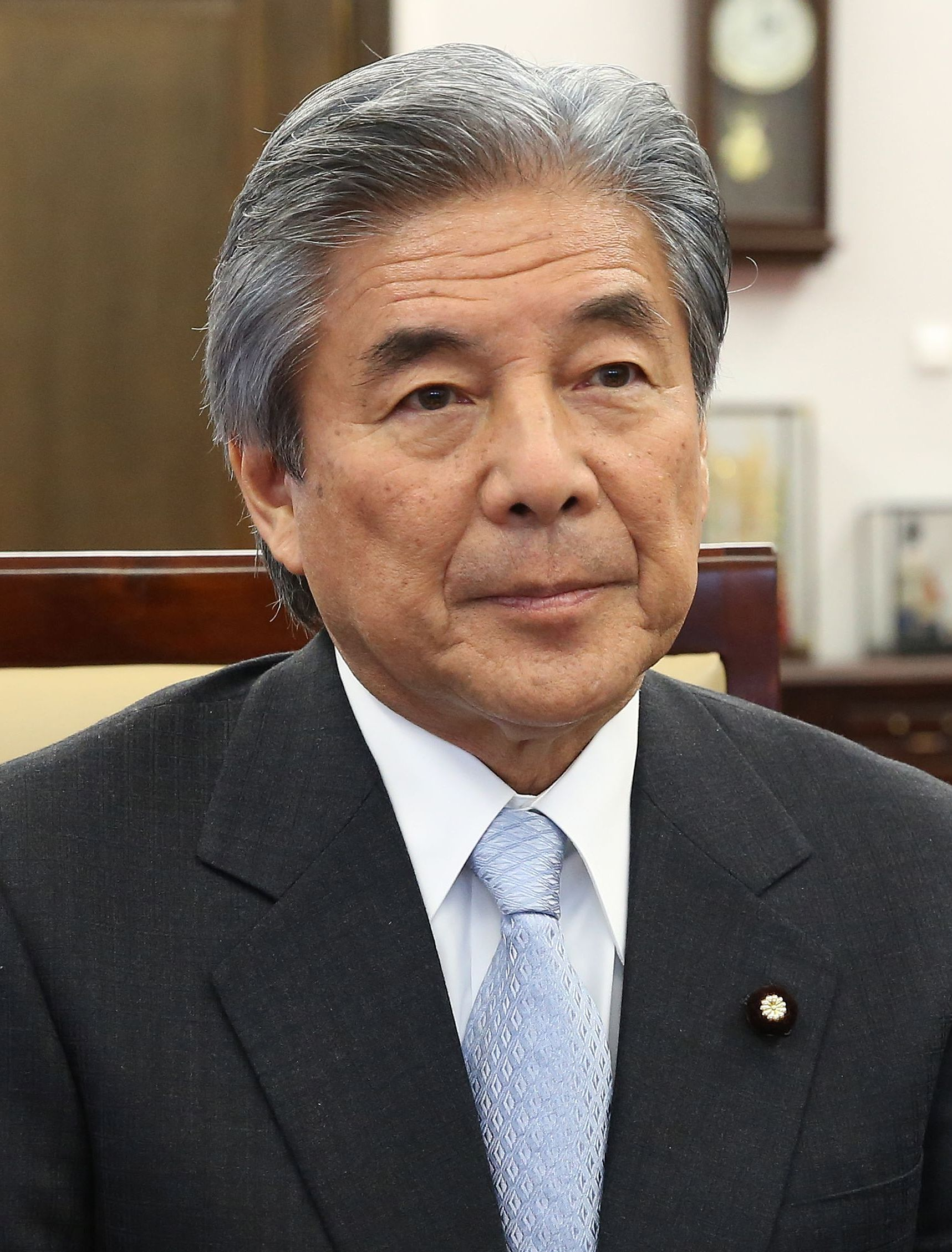
中曽根弘文
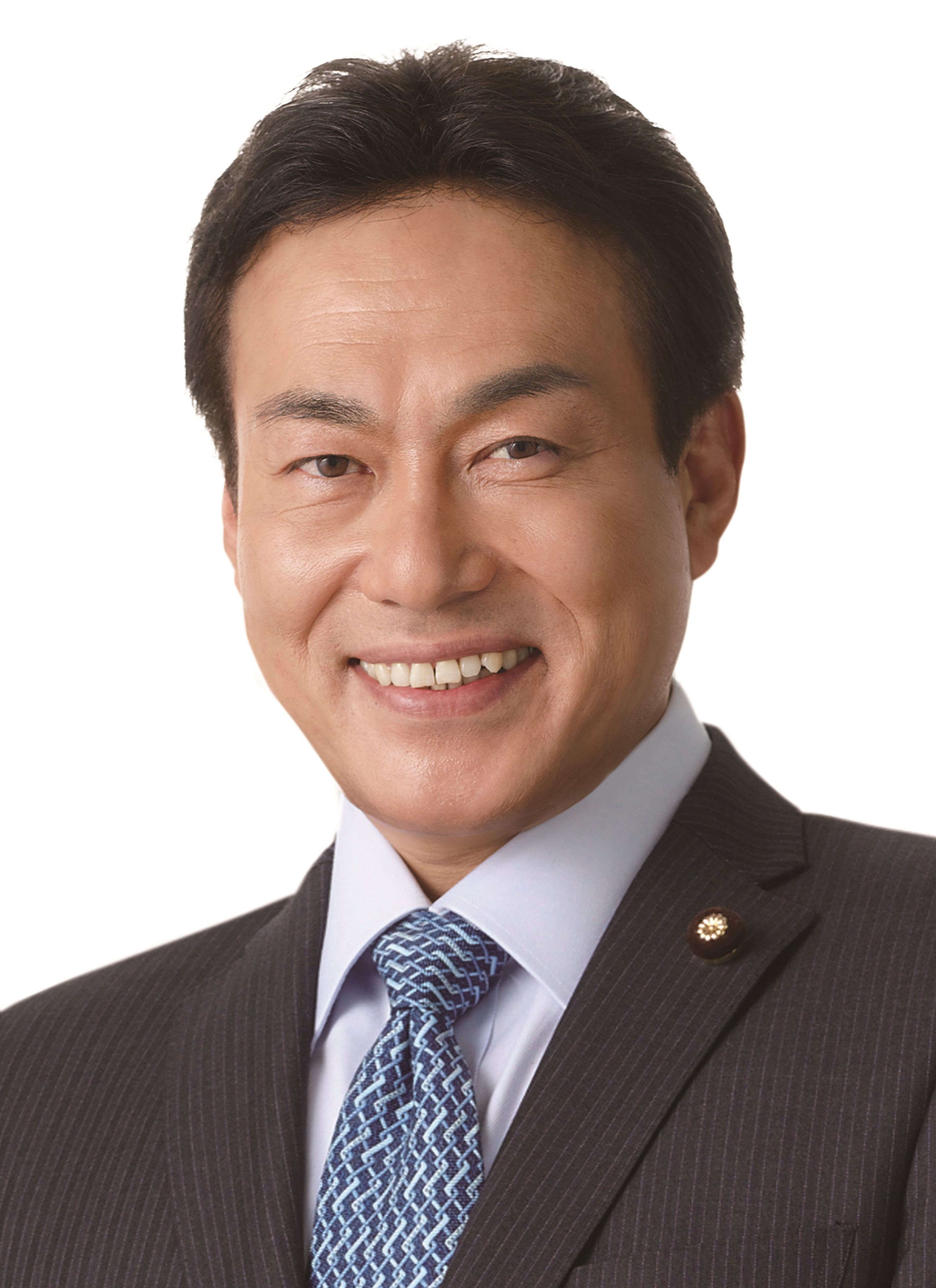
藤川政人
古川俊治
丸山和也
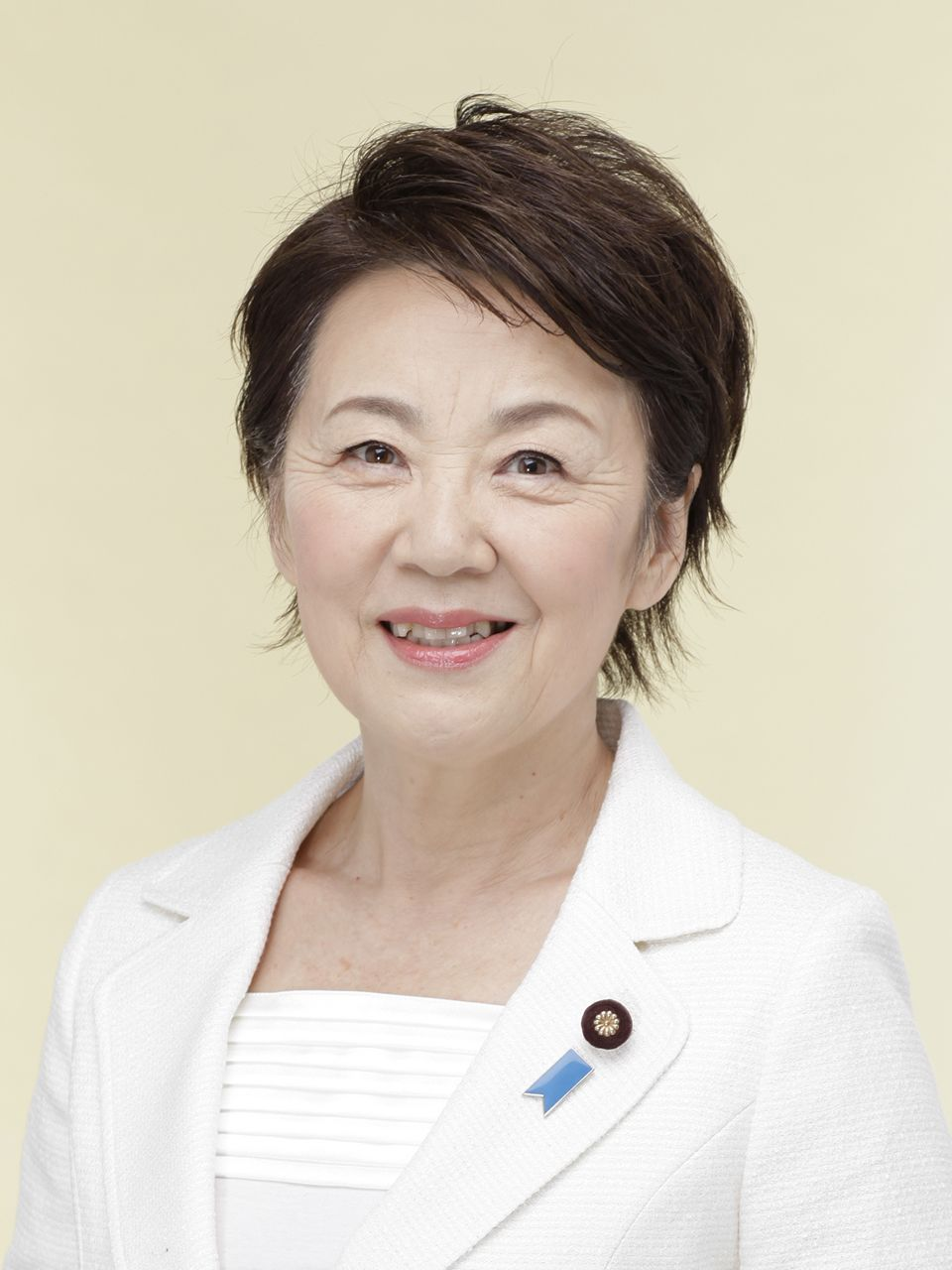
山谷えり子
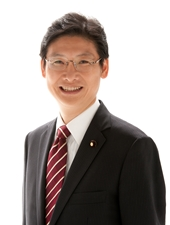
若林健太

計29名の国会議員で起草された。

### 内容
現行の日本国憲法は、条文をすべて数えると103条まで存在するが、憲法改正草案は112条である。

#### 第１章　天皇
「天皇」は8の条文で構成される。

（現行）第1条
天皇は、日本国の象徴であり日本国民統合の象徴であつて、この地位は、主権の存する日本国民の総意に基く。

（草案）第1章　天皇

第1条
天皇は、日本国の元首であり、日本国及び日本国民統合の象徴であって、その地位は主権の存する日本国民の総意に基づく。

第3条

1項　国旗は日章旗とし、国歌は君が代とする。

2項　日本国民は、国旗及び国歌を尊重しなければならない。

第4条

元号は、法律の定めるところにより、皇位の継承があったときに制定する。

現行の日本国憲法第1条と比較すると、日本国及び国民統合の象徴である点は維持しつつ、天皇を元首と明記している。国旗と国歌、元号の存在を明記している。

#### 第２章　安全保障
「安全保障」は3の条文で構成される。
現行の日本国憲法では「戦争の放棄」と題しているが「安全保障」として章の名称を変更している。

（現行）第2章　戦争の放棄
第9条
1項　日本国民は、正義と秩序を基調とする国際平和を誠実に希求し、国権の発動たる戦争と、武力による威嚇又は武力の行使は、国際紛争を解決する手段としては、永久にこれを放棄する。

2項　前項の目的を達するため、陸海空軍その他の戦力は、これを保持しない。国の交戦権は、これを認めない。

（草案）第2章　安全保障

第9条

1項　日本国民は、正義と秩序を基調とする国際平和を誠実に希求し、国権の発動としての戦争を放棄し、武力による威嚇及び武力の行使は、国際紛争を解決する手段としては用いない。

2項　前項の規定は、自衛権の発動を妨げるものではない。

第9条の2

1項　我が国の平和と独立並びに国及び国民の安全を確保するため、内閣総理大臣を最高指揮官とする国防軍を保持する。

2項　国防軍は、前項の規定による任務を遂行する際は、法律の定めるところにより、国会その他の統制に服する。

3項　国防軍は、第1項に規定する任務を遂行するための活動のほか、法律の定めるところにより、国際社会の平和と安全を確保するために国際的に協調して行われる活動及び公の秩序を維持し、又は国民の生命若しくは自由を守るための活動を行うことができる。

4項　前2項（2項と3項のこと）に定めるもののほか、国防軍の組織、統制及び機密の保持に関する事項は、法律で定める。

5項　国防軍に属する軍人及びその他の公務員が職務の実施に伴う罪又は国防軍の機密に関する罪を犯した場合の裁判を行うため、法律の定めるところにより、国防軍に審判所を置く。この場合においては、被告人が裁判所に上訴する権利は、保障されなければならない。

第9条の3
国は、主権と独立を守るため、国民と協力して、領土、領海及び領空を保全し、その資源を確保しなければならない。

現行の日本国憲法では、第9条のみである。憲法改正草案では「第9条の2」と「第9条の3」を新設している。
第9条では、平和を希求し、戦争を放棄するという現行の日本国憲法の理念を維持しつつ、自衛権を有していることを確認している。
第9条の2では、国会の統制の下で国防軍を保持し、その活動目的が「国民の生命、自由を守るため」であることを確認している。
第9条の3では、国が、国であれるよう、国としての権利や土地を維持しなければならないと明記している。

#### 第3章　国民の権利及び義務
「国民の権利及び義務」は39の条文で構成される。
第13条では「全て国民は、人として尊重される。」とされ、国民が人間として相応しい尊重を受けることを規定している。一方、現行の日本国憲法では「すべて国民は、個人として尊重される。」となっており「個人」が「人」となっている。
「個人として尊重される。」の後には「生命、自由及び幸福追求に対する国民の権利については、公益及び公の秩序に反しない限り、立法その他の国政の上で、最大限に尊重されなければならない。」と続いている。他人の権利を害しない限りにおいて自己の権利が保障されるという公共の福祉は、憲法改正草案では「公益及び公の秩序」に改められ、国民の権利は、社会一般で要求される利益に準じた取り扱いであることを明記している。

#### 第4章　国会
「国会」は24の条文で構成される。

#### 第5章　内閣
「内閣」は11の条文で構成される。

#### 第6章　司法
「司法」は7の条文で構成される。

#### 第7章　財政
「財政」は9の条文で構成される。

#### 第8章　地方自治
「地方自治」は6の条文で構成される。

#### 第9章　緊急事態
一般的に「緊急事態条項（きんきゅうじたいじょうこう）」として知られている。
「緊急事態」は2の条文で構成される。

(現行)第54条

1項　衆議院が解散されたときは、解散の日から四十日以内に、衆議院議員の総選挙を行ひ、その選挙の日から三十日以内に、国会を召集しなければならない。

2項　衆議院が解散されたときは、参議院は、同時に閉会となる。但し、内閣は、国に緊急の必要があるときは、参議院の緊急集会を求めることができる。

3項　前項但書の緊急集会において採られた措置は、臨時のものであつて、次の国会開会の後十日以内に、衆議院の同意がない場合には、その効力を失ふ。

(草案)第9章　緊急事態

第98条

1項　内閣総理大臣は、我が国に対する外部からの武力攻撃、内乱等による社会秩序の混乱、地震等による大規模な自然災害その他の法律で定める緊急事態において、特に必要があると認めるときは、法律の定めるところにより、閣議にかけて、緊急事態の宣言を発することができる。

2項　緊急事態の宣言は、法律の定めるところにより、事前又は事後に国会の承認を得なければならない。

3項　内閣総理大臣は、前項の場合において不承認の議決があったとき、国会が緊急事態の宣言を解除すべき旨を議決したとき、又は事態の推移により当該宣言を継続する必要がないと認めるときは、法律の定めるところにより、閣議にかけて、当該宣言を速やかに解除しなければならない。また、100日を超えて緊急事態の宣言を継続しようとするときは、百日を超えるごとに、事前に国会の承認を得なければならない。

4項　第2項及び前項後段の国会の承認については、第60条第2項の規定を準用する。この場合において、同項中「30日以内」とあるのは、「5日以内」と読み替えるものとする。

第99条

1項　緊急事態の宣言が発せられたときは、法律の定めるところにより、内閣は法律と同一の効力を有する政令を制定することができるほか、内閣総理大臣は財政上必要な支出その他の処分を行い、地方自治体の長に対して必要な指示をすることができる。

2項　前項の政令の制定及び処分については、法律の定めるところにより、事後に国会の承認を得なければならない。

3項　緊急事態の宣言が発せられた場合には、何人も、法律の定めるところにより、当該宣言に係る事態において国民の生命、自由、身体及び財産を守るための措置に関して発せられる国その他の公の機関の指示に従わなければならない。この場合においても、第14条、第18条、第19条、第21条その他の基本的人権に関する規定は、最大限に尊重されなければならない。

4項　緊急事態の宣言が発せられた場合においては、法律の定めるところにより、その宣言が効力を有する期間、衆議院は解散されないものとし、両議院の議員の任期及びその選挙期日の特例を設けることができる。

現行の日本国憲法では同様の条文はない。ただし、緊急事態を想定していると見られる類似の条文は、現行の日本国憲法の第54条にある。第9章は「緊急事態」と題し、第98条と第99条で構成されており、災害の発生や武力侵攻を受けた場合の国家緊急権（こっかきんきゅうけん）の作用を規定している。第98条では、国家緊急権の発動をするときの国会の承認を規定している。ただし、初めて国家緊急権を発動するときに必要な国会の承認は「事前または事後」で承認を受ける必要があるとされている。第99条では政府（内閣）による委任立法の権限を明記している。ただし、法律と同一の効力のある政令を制定するには、事後に国会の承認を必要としている。憲法改正草案における委任立法（いにんりっぽう）とは、通常、国会で制定される法律を行政機関である内閣が制定できるように「法律を制定する権力」を最大100日間「委任」することをいう。ただし、100日を超えて委任されることが必要であるときは「事前に」国会の承認を経なければならない。そのため、国家緊急権に伴う内閣の委任立法の権力には、一定の抑制がかけられている。

#### 第10章　改正
「改正」は1つの条文のみで構成される。

(現行)第96条

1項　この憲法の改正は、各議院の総議員の三分の二以上の賛成で、国会が、これを発議し、国民に提案してその承認を経なければならない。この承認には、特別の国民投票又は国会の定める選挙の際行はれる投票において、その過半数の賛成を必要とする。

2項　憲法改正について前項の承認を経たときは、天皇は、国民の名で、この憲法と一体を成すものとして、直ちにこれを公布する。

(草案)第100条

1項　この憲法の改正は、衆議院又は参議院の議員の発議により、両議院のそれぞれの総議員の過半数の賛成で国会が議決し、国民に提案してその承認を得なければならない。この承認には、法律の定めるところにより行われる国民の投票において有効投票の過半数の賛成を必要とする。

2項　憲法改正について前項の承認を経たときは、天皇は、直ちに憲法改正を公布する。

#### 第11章　最高法規
「最高法規」は2の条文で構成される。

#### 附則
附則は6つの規則で構成される。

### 批判
軍隊をはじめとする戦力を持たないことを明記した現行憲法に対して、国防軍の保持を明記している憲法改正草案が実際に改正されて憲法になると「戦争ができる国」になってしまうとの指摘がある。
現行の日本国憲法では「個人として尊重される。」のに対し、憲法改正草案では「人として尊重される。」となっているため、国民が、人間としては尊重されたとしても、個々人として尊重され、個人の独立性を尊重してもらえるのかといった問題がある。
自由民主党の憲法改正草案において提案されている緊急事態条項は、政府に法律と同等の効力をもつ政令を制定できる権限を与える性質（委任立法）であるため、政府がこの権限を濫用した場合の防御措置ができないとの指摘がある。

## 新憲法草案
2005年に発表された新憲法草案（しんけんぽうそうあん）は、厳密には日本国憲法の改正ではなく、創憲にあたる行為である。

### 内容

#### 前文
日本国民は、自らの意思と決意に基づき、主権者として、ここに新しい憲法を制定する。象徴天皇制は、これを維持する。また、国民主権と民主主義、自由主義と基本的人権の尊重及び平和主義と国際協調主義の基本原則は、不変の価値として継承する。日本国民は、帰属する国や社会を愛情と責任感と気概をもって自ら支え守る責務を共有し、自由かつ公正で活力ある社会の発展と国民福祉の充実を図り、教育の振興と文化の創造及び地方自治の発展を重視する。日本国民は、正義と秩序を基調とする国際平和を誠実に願い、他国とともにその実現のため、協力し合う。国際社会において、価値観の多様性を認めつつ、圧政や人権侵害を根絶させるため、不断の努力を行う。日本国民は、自然との共生を信条に、自国のみならずかけがえのない地球の環境を守るため、力を尽くす。

#### 第1章 天皇
第1条　天皇は、日本国の象徴であり日本国民統合の象徴であって、この地位は、主権の存する日本国民の総意に基づく。

#### 第2章　安全保障
第9条　日本国民は、正義と秩序を基調とする国際平和を誠実に希求し、国権の発動たる戦争と、武力による威嚇または武力の行使は、国際紛争を解決する手段としては、永久にこれを放棄する。
第9条の2
- 1項　我が国の平和と独立並びに国及び国民の安全を確保するため、内閣総理大臣を最高指揮権者とする自衛軍を保持する。
- 2項　自衛軍は、前項の規定による任務を遂行するための活動を行うにつき、法律の定めるところにより、国会の承認その他の統制に服する。
- 3項　自衛軍は、1項の規定による任務を遂行するための活動のほか、法律の定めるところにより、国際社会の平和と安全を確保するために国際的に協調して行われる活動及び緊急事態における公の秩序を維持し、または国民の生命もしくは自由を守るための活動を行うことができる。
- 4項　前2項に定めるもののほか、自衛軍の組織及び統制に関する事項は、法律で定める。

#### 第3章　国民の権利及び義務
第11条　国民は、すべての基本的人権の享有を妨げられない。この憲法が国民に保障する基本的人権は、侵すことのできない永久の権利として、現在及び将来の国民に与えられる。
第12条　この憲法が国民に保障する自由及び権利は、国民の不断の努力によって、保持しなければならない。国民は、これを濫用してはならないのであって、自由及び権利には責任及び義務が伴うことを自覚しつつ、常に公益及び公の秩序に反しないように自由を享受し、権利を行使する責務を負う。
第13条　すべて国民は、個人として尊重される。生命、自由及び幸福追求に対する国民の権利については、公益及び公の秩序に反しない限り、立法その他の国政の上で、最大の尊重を必要とする。
第14条
1項　すべて国民は、法の下に平等であって、人種、信条、性別、障害の有無、社会的身分または門地により、政治的、経済的または社会的関係において、差別されない。
2項　華族その他の貴族の制度は、認めない。
3項　栄誉、勲章その他の栄典の授与は、いかなる特権も伴わない。栄典の授与は、現にこれを有し、または将来これを受ける者の一代に限り、その効力を有する。
第15条
1項　公務員を選定し、及び罷免することは、国民固有の権利である。
2項　すべて公務員は、全体の奉仕者であって、一部の奉仕者ではない。
3項　公務員の選挙については、成年者による普通選挙を保障する。
4項　選挙における投票の秘密は、侵してはならない。選挙人は、その選択に関し、公的にも私的にも責任を問われない。
第18条
1項　何人も、いかなる奴隷的拘束も受けない。
2項　何人も、犯罪による処罰の場合を除いては、その意に反する苦役に服させられない。
第19条　思想及び良心の自由は、侵してはならない。
第19条の2
1項　何人も、自己に関する情報を不当に取得され、保有され、または利用されない。
2項　通信の秘密は、侵してはならない。
第20条
1項　信教の自由は、何人に対しても保障する。いかなる宗教団体も、国から特権を受け、または政治上の権力を行使してはならない。
2項　何人も、宗教上の行為、祝典、儀式または行事に参加することを強制されない。
3項　国及び公共団体は、社会的儀礼または習俗的行為の範囲を超える宗教教育その他の宗教的活動であって、宗教的意義を有し、特定の宗教に対する援助、助長もしくは促進または圧迫もしくは干渉となるようなものを行ってはならない。
第21条
1項　集会、結社及び言論、出版その他一切の表現の自由は、何人に対しても保障する。
2項　検閲は、してはならない。
第21条の2　国は、国政上の行為につき国民に説明する責務を負う。
第25条の1　すべて国民は、健康で文化的な最低限度の生活を営む権利を有する。
第25条の2　国は、国民が良好な環境の恵沢を享受することができるようにその保全に努めなければならない。
第25条の3　犯罪被害者は、その尊厳にふさわしい処遇を受ける権利を有する。
現行の日本国憲法では、第25条に「健康で文化的な最低限度の生活を営む権利」を有すると規定されている。新憲法草案では、それに追加して、第25条の2で「環境権」を、第25条の3で「犯罪被害者の権利」を述べている。
第36条　公務員による拷問及び残虐な刑罰は、絶対に禁止する。

#### 第4章　国会
第41条　国会は、国権の最高機関であって、国の唯一の立法機関である。
第52条
1項　国会の常会は、毎年一回召集する。
2項　常会の会期は、法律で定める。
第54条
1項　第69条の場合その他の場合の衆議院の解散は、内閣総理大臣が決定する。
2項　衆議院が解散されたときは、解散の日から40日以内に、衆議院議員の総選挙を行い、その選挙の日から30日以内に、国会の特別会を召集しなければならない。
3項　衆議院が解散されたときは、参議院は、同時に閉会となる。ただし、内閣は、国に緊急の必要があるときは、参議院の緊急集会を求めることができる。
4項　前項ただし書の緊急集会において採られた措置は、臨時のものであって、次の国会開会の後10日以内に、衆議院の同意がない場合には、その効力を失う。
第64条の2
1項　国は、政党が議会制民主主義に不可欠の存在であることにかんがみ、その活動の公正の確保及びその健全な発展に努めなければならない。
2項　政党の政治活動の自由は、制限してはならない。
3項　前2項に定めるもののほか、政党に関する事項は、法律で定める。

#### 第5章　内閣
第65条　行政権は、この憲法に特別の定めのある場合を除き、内閣に属する。
第69条　内閣は、衆議院が不信任の決議案を可決し、または信任の決議案を否決したときは、10日以内に衆議院が解散されない限り、総辞職をしなければならない。

#### 第6章　司法
第76条
1項　すべて司法権は、最高裁判所及び法律の定めるところにより設置する下級裁判所に属する。
2項　特別裁判所は、設置することができない。行政機関は、終審として裁判を行うことができない。
3項　軍事に関する裁判を行うため、法律の定めるところにより、下級裁判所として、軍事裁判所を設置する。
4項　すべて裁判官は、その良心に従い独立してその職権を行い、この憲法及び法律にのみ拘束される。
第81条　最高裁判所は、一切の法律、命令、規則又は処分が憲法に適合するかしないかを決定する権限を有する終審裁判所である。
第82条
1項　裁判の対審及び判決は、公開法廷で行う。
2項　裁判所が、裁判官の全員一致で、公の秩序又は善良の風俗を害するおそれがあると決した場合には、対審は、公開しないで行うことができる。ただし、政治犯罪、出版に関する犯罪又は三章で保障する国民の権利が問題となっている事件の対審は、常に公開しなければならない。

#### 第7章　財政
第83条
1項　国の財政を処理する権限は、国会の議決に基づいて行使しなければならない。
2項　財政の健全性の確保は、常に配慮されなければならない。
第89条
1項　公金その他の公の財産は、第20条3項の規定による制限を超えて、宗教的活動を行う組織または団体の使用、便益もしくは維持のため、支出し、またはその利用に供してはならない。
2項　公金その他の公の財産は、国もしくは公共団体の監督が及ばない慈善、教育もしくは博愛の事業に対して支出し、またはその利用に供してはならない。
第8章　地方自治
第91条の2
1項　地方自治は、住民の参画を基本とし、住民に身近な行政を自主的、自立的かつ総合的に実施することを旨として行う。
2項　住民は、その属する地方自治体の役務の提供をひとしく受ける権利を有し、その負担を公正に分任する義務を負う。
第91条の3
1項　地方自治体は、基礎地方自治体及びこれを包括し、補完する広域地方自治体とする。
2項　地方自治体の組織及び運営に関する基本的事項は、地方自治の本旨に基づいて、法律で定める。
第92条　国及び地方自治体は、地方自治の本旨に基づき、適切な役割分担を踏まえて、相互に協力しなければならない。
第93条
1項　地方自治体には、法律の定めるところにより、条例その他重要事項を議決する機関として、議会を設置する。
2項　地方自治体の長、議会の議員及び法律の定めるその他の公務員は、当該地方自治体の住民が、直接選挙する。
第94条　地方自治体は、その事務を処理する権能を有し、法律の範囲内で条例を制定することができる。
第94条の2
1項　地方自治体の経費は、その分担する役割及び責任に応じ、条例の定めるところにより課する地方税のほか、当該地方自治体が自主的に使途を定めることができる財産をもってその財源に充てることを基本とする。
2項　国は、地方自治の本旨及び前項の趣旨に基づき、地方自治体の行うべき役務の提供が確保されるよう、法律の定めるところにより、必要な財政上の措置を講ずる。
3項　第83条2項の規定は、地方自治について準用する。
第95条（削除）

#### 第9章　改正
第96条
1項　この憲法の改正は、衆議院または参議院の議員の発議に基づき、各議院の総議員の過半数の賛成で国会が議決し、国民に提案してその承認を経なければならない。この承認には、特別の国民投票において、その過半数の賛成を必要とする。
2項　憲法改正について前項の承認を経たときは、天皇は、国民の名で、この憲法と一体であるものとして、直ちに憲法改正を公布する。

#### 第10章　最高法規
第97条　この憲法が日本国民に保障する基本的人権は、人類の多年にわたる自由獲得の努力の成果であって、これらの権利は、過去幾多の試錬に堪え、現在及び将来の国民に対し侵すことのできない永久の権利として信託されたものである。
第98条
1項　この憲法は、国の最高法規であって、その条規に反する法律、命令、詔勅及び国務に関するその他の行為の全部または一部は、その効力を有しない。
2項　日本国が締結した条約及び確立された国際法規は、これを誠実に遵守することを必要とする。
第99条　天皇または摂政及び国務大臣、国会議員、裁判官その他の公務員は、この憲法を尊重し擁護する義務を負う。

### 主張や論
- 日本における憲法改正の議論
- 創憲 - 自主憲法論
- 憲法無効論

### 作用や人権
- 公共の福祉
- 主権
- 国家緊急権

### 起草メンバー
- 中谷元
- 保利耕輔
- 小坂憲次
- 西田昌司
- 中川雅治
- 川口順子
- 井上信治
- 石破茂
- 木村太郎
- 柴山昌彦
- 田村憲久
- 棚橋泰文
- 中川秀直
- 野田毅
- 平沢勝栄
- 古屋圭司
- 有村治子
- 衛藤晟一
- 大家敏志
- 片山さつき
- 佐藤正久
- 中曽根弘文
- 藤川政人
- 古川俊治
- 丸山和也
- 山谷えり子
- 若林健太
- 礒崎陽輔
- 近藤三津枝